# Stanko Karaman
Stanko Karaman (Sarajevo, 8. prosinca 1889. – Skoplje, 17. svibnja 1959.), bio je makedonski prirodoslovac, istraživač rakušaca (Amphipoda) i jednakonošaca (Isopoda).
Nekoliko vrsta je nazvano po njemu, na primjer Delamarella karamani Petkovski, 1957. (Harpacticoida, Latiremidae), Stygophalangium karamani Oudemans, 1933. (Arachnida, incertae sedis), ili Macedonethes stankoi Karaman, 2003 (Isopoda, Trichoniscidae).
1926. godine je osnovao makedonski Prirodoslovni muzej u Skoplju.
- njegov sin, Gordan S. Karaman, je također nekoliko taksi nazvao po njemu, uključujući Coloboceras karamani Bartsch, 1973. (Acarina, Halacaridae), Autonoe karamani Myers, 1976. (Amphipoda, Corophiida, Aoridae), Rhipidogammarus karamani Stock, 1971. (Gammaridae), i Gordania Berge & Vader, 2001. (Amphipoda, Stegocephalidae).